# Роб Рой (роман)
«Роб Рой» (англ. Rob Roy) — исторический роман Вальтера Скотта, опубликованный в 1817 году. Повествует о национальном герое Шотландии Робе Рое.
Роман был встречен благоприятными отзывами и продавался чрезвычайно хорошо. Вальтер Скотт удостоился сравнений с Шекспиром. В течение двух недель после выхода был раскуплен весь тираж — 10 тыс. экземпляров (по тем временам внушительное число).

## Предыстория
Перед началом работы Скотт снова обратился в издательство Арчибальда Констебла Constable & Co., которому уже ранее обещал «Историю Шотландии». Он также был недоволен своим предыдущем издателем Уильямом Блэквудом, который из-за плохих продаж отказался выпустить повторный тираж первых романов серии «Рассказы трактирщика» (англ. Tales of My Landlord) — «Пуритане» и «Чёрный карлик». Заглавие также было предложено Констеблем — сам Скотт предпочитал менее «говорящие» названия.
В мае 1817 года Констебл подписал контракт, а в августе Вальтер Скотт начал писать новую книгу. Работа над ней, однако, была замедлена болезнью автора, в результате которой Скотт был вынужден постоянно принимать лауданум и едва не заморил себя голодом в результате строжайшей диеты. Возможно, именно из-за этого действие «Роба Роя» развивается быстрее, чем в других произведениях Вальтера Скотта. В начале декабря роман был окончен и 30 числа опубликован.

## Сюжет
Действие происходит в начале XVIII века. Главный герой, Фрэнсис Осбалдистон (англ. Francis Osbaldistone), ссорится с отцом, главой торгового дома «Осбалдистон и Трешам», и тот отсылает его к дяде, на север Англии. Фрэнк прибывает в замок дяди (англ. Sir Hildebrand Osbaldistone). Он знакомится с родичами и увлекается дальней родственницей дяди Дианой Вернон (англ. Diana Vernon). Сам же дядя прячется от властей из-за симпатий, проявленных по отношению к якобитам. Отец Фрэнка отбывает в Голландию по неотложным делам, а дела «Осбалдистон и Трешам» поручает кузену Рэшли (англ. Rashleigh). Однако Рэшли похищает крупную сумму денег и векселей и скрывается. В погоне за ним Фрэнк отправляется в Глазго. По пути он несколько раз пересекается с таинственным и могущественным незнакомцем, которого называют Робом Роем и который как-то связан с дядей Осбалдистоном. Он помогает Фрэнку вернуть похищенные векселя. Во время восстания якобитов погибают все сыновья Осбалдистона. Фрэнк становится единственным наследником большого состояния. Он женится на Диане.